# Olympique Lyonnais 1952-1953
Questa voce raccoglie le informazioni riguardanti l'Olympique Lyonnais nelle competizioni ufficiali della stagione 1952-1953.

## Maglie
Viene confermata la divisa con maglia blu introdotta al momento della fondazione del club.
| Manica sinistra · Maglietta · Manica destra · Pantaloncini · Calzettoni |

## Rosa
| N. |                    | Ruolo | Calciatore          |
| -- | ------------------ | ----- | ------------------- |
|    | Francia (bandiera) | P     | Marcel Duval        |
|    | Francia (bandiera) | P     | Marcel Lergenmuller |
|    | Francia (bandiera) | P     | Henri Marin         |
|    | Francia (bandiera) | D     | Gilbert Bonvin      |
|    | Francia (bandiera) | D     | Antoine Jurilli     |
|    | Francia (bandiera) | D     | André Lerond        |
|    | Francia (bandiera) | D     | André Marchangeli   |
|    | Francia (bandiera) | C     | Robert Bossy        |
|    | Francia (bandiera) | C     | Jean-Pierre Cappon  |
|    | Francia (bandiera) | C     | Pierre Martinez     |
|    | Francia (bandiera) | C     | Raymond Menjou      |
|    | Francia (bandiera) | C     | Zbigniew Misiazek   |
|    | Francia (bandiera) | C     | Camille Ninel       |

| N. |                           | Ruolo | Calciatore         |
| -- | ------------------------- | ----- | ------------------ |
|    | Francia (bandiera)        | C     | Jean-Claude Samuel |
|    | Cecoslovacchia (bandiera) | C     | Antonin Tichý      |
|    | Francia (bandiera)        | A     | Charles Banguillot |
|    | Francia (bandiera)        | A     | Jacques Banguillot |
|    | Francia (bandiera)        | A     | Chérif Bouchache   |
|    | Danimarca (bandiera)      | A     | Kaj Christiansen   |
|    | Francia (bandiera)        | A     | Raymond Devaquez   |
|    | Francia (bandiera)        | A     | Lucien Genet       |
|    | Francia (bandiera)        | A     | Paul Haenhnlen     |
|    | Francia (bandiera)        | A     | Louis Sarrin       |
|    | Francia (bandiera)        | A     | Ernest Schultz     |
|    | Jugoslavia (bandiera)     | A     | Vinko Trškan       |
|    | Francia (bandiera)        | A     | Henri Walter       |